# Meine Sicht des Marxismus
Meine Sicht des Marxismus  (chinesisch 馬克思主義觀 / 我的马克思主义观, Pinyin Wǒ de Mǎkèsīzhǔyì guān, englisch My Views on Marxism) ist eine Abhandlung von Li Dazhao (1889–1927), die 1919 in der  Neuen Jugend  (Xin Qingnian) veröffentlicht wurde. Der Autor vertritt darin die Auffassung, dass die drei Teile des Marxismus – historischer Materialismus, politische Ökonomie und wissenschaftlicher Sozialismus – ein untrennbares System darstellten, welches durch den Klassenkampf verbunden sei.